# Удрайка (приток Луги)
Удрайка, Батецкая — река в России, протекает в Батецком районе Новгородской области и Лужском районе Ленинградской области. Устье реки находится в 243 км по правому берегу реки Луги. Длина реки составляет 32 км, площадь водосборного бассейна — 205 км². 
- 20 км от устья, по левому берегу реки впадает река Гусынка.

## Данные водного реестра

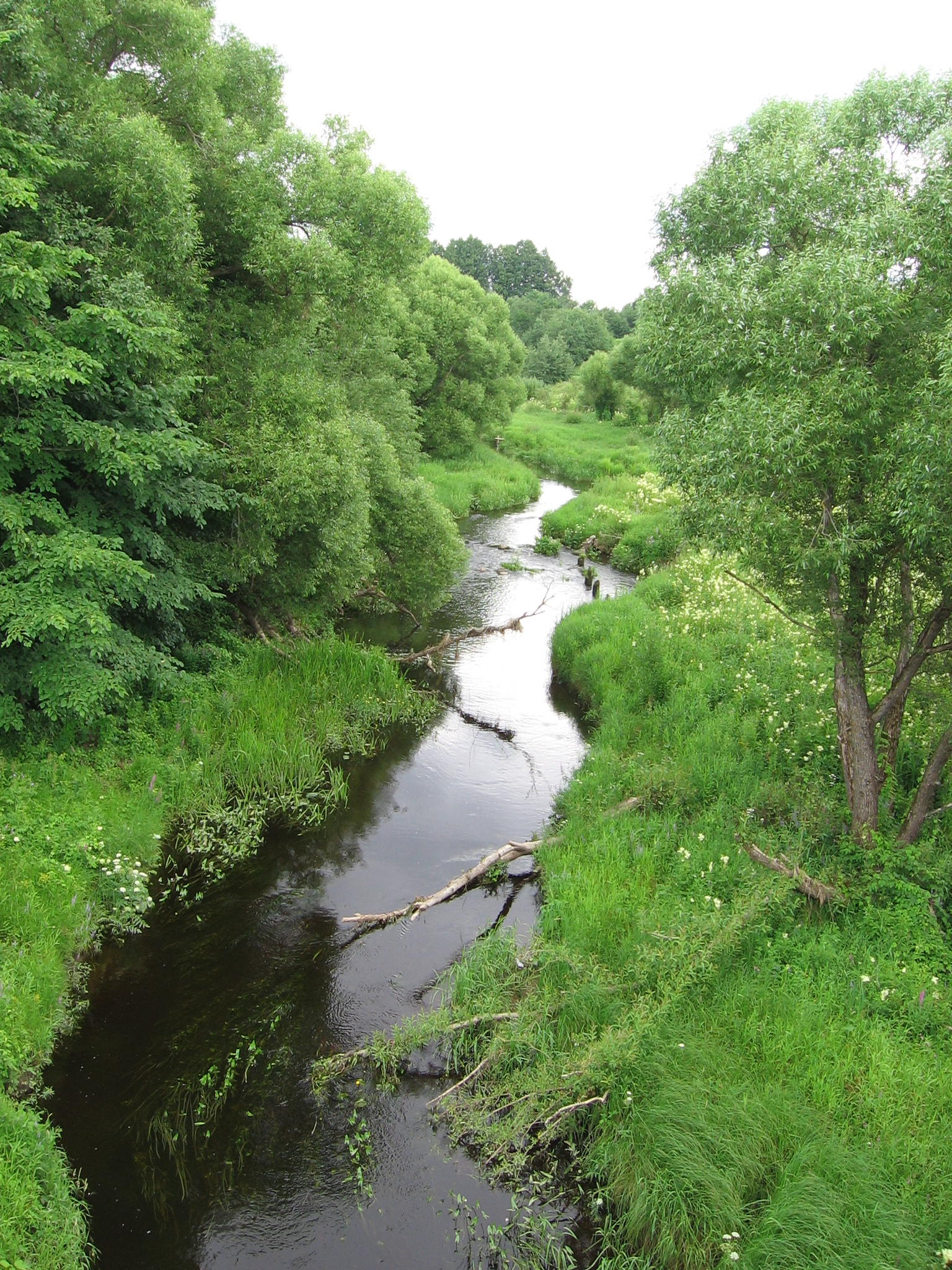
Удрайка в Лужском районе

По данным государственного водного реестра России относится к Балтийскому бассейновому округу, водохозяйственный участок реки — Луга, речной подбассейн реки — подбассейн отсутствует. Относится к речному бассейну реки Нарва (российская часть бассейна).
По данным геоинформационной системы водохозяйственного районирования территории РФ, подготовленной Федеральным агентством водных ресурсов: 
- Код водного объекта в государственном водном реестре — 01030000512102000025651
- Код по гидрологической изученности (ГИ) — 102002565
- Код бассейна — 01.03.00.005
- Номер тома по ГИ — 2
- Выпуск по ГИ — 0